# 磯村千花子
磯村 千花子（いそむら ちかこ、1919年8月27日 - 2006年11月）は、日本の女優。本名は上田 寿子。東京府出身。特技は声楽。エム・スリー所属。元劇団造形代表。

## 人物
奈良女子高等師範学校卒業。
1939年4月、芸術小劇場入団し、1942年2月まで所属。『白衣の人々』の看護婦役か初舞台。1947年4月、ぶどうの会に入団。1960年1月、ぶどうの会、芸術小劇場を脱会。島宇志夫、稲葉まつ子などともに劇団造形を設立。1962年の時点では鈴木事務所にも所属していた。その後はエヌ・エー・シーに所属していた

## 出演

### 映画
- スーパーの女（1996年、東宝） - 一郎の一族
- BLOOD（1999年、日活） - 老婆
- 呪怨（2003年、東映ビデオ） - 幸枝
- ガールフレンド（2004年、ラブコレクション製作委員会） - 愛子

### テレビドラマ
- NHK大河ドラマ（NHK）
  - 太閤記（1965年）
  - 山河燃ゆ（1984年） - なみ
- あゝ同期の桜 第5話「出撃」（1972年、NET）
- 鬼平犯科帳 第2シリーズ 第17話「のっそり医者」（NET / 東宝、1972年） - おかん
- ウルトラマンA 第16話「夏の怪奇シリーズ 怪談・牛神男」（TBS、1972年） - 吉村タツ（吉村隊員の母）
- ポーラテレビ小説 （TBS）
  - 「吉井川」（1972年 - 1973年） - すま 役
  - 「白き牡丹に」（1982年 - 1983年） - たね 役
- 荒野の用心棒 第1話（NET、1973年）
- ウルトラマンタロウ （TBS） - 南原たか（南原隊員の母）役
  - 第13話「怪獣の虫歯が痛い!」（1973年）
  - 第51話「ウルトラの父と花嫁が来た!」（1974年）
- 七人の刑事・特別編 第2話「月光仮面」（TBS、1975年）
- 赤い絆 第9話「私は母の愛の証し」（TBS、1978年）
- 太陽にほえろ! （NTV）
  - 第311話「ある運命」（1978年） - 三好恵子の母親 役
  - 第335話「ある結末」（1978年） - 三好恵子の母親 役
  - 第575話「向い風」（1983年） - 竹山商店店主
- 森村誠一シリーズII・青春の証明（1978年、MBS）
- 俺はあばれはっちゃく 第10話「じいさん笑え〇秘作戦」（ANB、1979年） - 朝比奈加代 役
- 西遊記II 第4話「落ちこぼれの恐怖 分数妖怪」（NTV、1979年）
- 旅がらす事件帖 第7話「嵐の中の用心棒」（KTV、1980年） - おさき 役
- 立花登・青春手控え 第3話「返り花」（NHK、1982年）
- 妻の定年（1983年、TBS）
- 特捜最前線 第431話「単身赴任・妻たちの犯罪パーティー!」（ANB、1985年）
- スケバン刑事III 少女忍法帖伝奇 第7話「水の中に舞え！セーラー服の死闘」（CX、1986年） - 滝子の祖母 役
- 七人の女弁護士 第1シリーズ 第7話「疑惑のトリカブト殺人! 密会写真トリックの罠」（1991年、ANB）
- 世にも奇妙な物語「盗聴レシーバーの怪」（1991年、CX）
- ホテルドクター 第7話「怪しい女装客の秘密!!」（1993年、ABC）
- ひらり (テレビドラマ)（1993年） - 船田徳子 役
- 女検事の捜査ファイル 第9話「訪問看護婦の完全犯罪!?不倫の代償」（ANB、1993年） - 溝口文江 役
- 火曜サスペンス劇場 （日本テレビ）
  - 「小京都ミステリー12 みちのく酒田殺人事件」（1994年）
  - 「小京都ミステリー23 水郷柳川殺人事件」（1998年） - 樺島フミ 役
  - 「ぬくもり」（2000年）
- 月曜ドラマスペシャル （TBS）
  - 「松本清張特別企画 父系の指」（1995年）
- 土曜ワイド劇場 （ANB）
  - 「事件4 生命維持装置を切った女!」（1996年）
  - 「俺たちの世直し強盗」（1997年）
  - 「豪華フェリー殺人事件」（2002年） - 川原茂子 役
- それが答えだ! 第8話「教師の失恋」（CX、1997年）
- ビーチボーイズ・スペシャル（1998年、CX）
- 虹色定期便（1999年、NHK） - 登喜子 役
- らぶ・ちゃっと（2000年、CX） - 八重 役
- ちゅらさん（NHK、2001年）- 患者 役
- ルーキー! 第2話「僕には無理です! 秘密捜査」（2001年、KTV）
- こちら第三社会部 第8話「絆の紙芝居」（2001年、TBS）
- 松本清張没後10年記念 張込み（ANB、2002年、）
- 月曜ミステリー劇場 「真実を追う男1」（2002年） - 糸井絹江 役
- ファンタズマ〜呪いの館〜 EPISODE3 ひと夏の拘束（EX、2004年）
- 危険な関係（THK、2005年） - 貝原房子 役
- ディロン〜運命の犬 第3話「セラピー犬への道」（2006年、NHK）※テレビドラマ遺作

### 舞台
- 一切黙霖（1941年、芸術小劇場） - おりか[6]
- 牝山羊ヶ島の犯罪（1961年、劇団造形） - アーガタ[7]
- イレーネに罪は無い（1963年、劇団造形） - エレーナ[8]
- スガナレル（1963年、劇団造形） - ギューメット[9]
- 恋の詩＝アリアナ・ピネダ（1964年、劇団造形） - クラベーラ 役[10]
- アンドロマック（1966年、劇団造形） - アンドロマック 役[11]
- ひとり語り悠遊名作劇場
- マレーネ